# Güvercin
Güvercin (estrenada en anglès com The Pigeon) és una pel·lícula dramàtica escrita i dirigida per Banu Sıvacı, estrenada en el marc del 68è Festival Internacional de Cinema de Berlín de 2018.

## Argument
La pel·lícula segueix la història de la coming-of-agae d'un adolescent amb problemes socials que decideix refugiar-se en un soterrani per tenir cura dels seus coloms de companyia.

## Repartiment
- Kemal Burak Alper ... Yusuf
- Ruhi Sari ... Halil
- Demet Genç ... Rumeysa
- Evren Erler ... Seymen
- Mustafa Akcin ... Simsek
- Medyum Burak ... Burak
- Emine Erdem
- Michal Elia Kamal ... Gulfem

## Recepció
Mark Adams a la seva ressenya per a Screen International va dir que la pel·lícula "detalla de manera impressionant la vida als marges i marca Sivaci com un director a veure".

## Premis
Fou la gran triomfadora de la XXXIII edició de la Mostra de València, ja que va guanyar la Palmera d'Or a la millor pel·lícula, i els premis al millor actor, al millor guió, a la millor fotografia i a la millor banda sonora.
| Premi / Festival                            | Data               | Categoria                              | Candidat    | Resultat  | Ref.  |
| ------------------------------------------- | ------------------ | -------------------------------------- | ----------- | --------- | ----- |
| Festival Internacional de Cinema d'Istanbul | 17 d'abril de 2018 | Seyfi Teoman Millor primera pel·lícula | Güvercin    | Guanyador | [ 5 ] |
| Festival Internacional de Cinema d'Istanbul | 17 d'abril de 2018 | Concurs nacional                       | Güvercin    | Nominat   | [ 5 ] |
| Festival Internacional de Cinema d'Ankara   | 29 d'abril de 2018 | Millor pel·lícula                      | Güvercin    | Guanyador | [ 6 ] |
| Festival Internacional de Cinema de Sofia   | 18 de març de 2018 | Millor director                        | Banu Sıvacı | Guanyador | [ 7 ] |